# Sainte-Anne-la-Condamine
Sainte-Anne-la-Condamine est une station de ski alpin des Alpes du Sud. Elle est située sur la commune de la Condamine-Châtelard (Alpes-de-Haute-Provence), dans la Vallée de l'Ubaye. La station possède un domaine skiable de 35 km de pistes.

## Domaine skiable
- Altitude : 1 830 à 2 400 m
- 35 km de pistes
- 13 pistes : 6 vertes, 4 bleues, 2 rouges et 1 noires
- 7 remontées mécaniques : 4 téléskis, 2 télésièges et 1 fil-neige
- 1 espace luge
- 1 jardin d'enfants[1]

## Climat et enneigement
Le climat est de type montagnard mais à influence méditerranéenne. On compte ainsi en moyenne 2500 heures de soleil par an (à comparer aux 2900 heures de la côte entre Marseille et Toulon).
L'exposition nord-est de la station et un microclimat favorisent un important manteau neigeux.
De ce fait on peut y skier quand les grandes stations de Pra-Loup et du Sauze ont peu de neige, en particulier en début ou en fin de saison skiable.

## Voies de communication et transports
Par la route:
De Paris et du Nord : via Lyon, Grenoble, Gap, Barcelonnette et Jausiers.
Du Sud de la France : via Aix-en-Provence, autoroute A51 jusqu’à Tallard, direction Barcelonnette puis Cuneo.
Navettes gratuites : depuis Barcelonnette 4 navettes par jour (en vacances scolaires)

## Histoire
En 1951, la Société coopérative d'équipement « La Condamine Sports » est créée avec pour président, Jean Spitalier (alors maire de La Condamine-Châtelard et conseiller général du canton de Saint-Paul-sur-Ubaye).
Le 7 mai 1952, le permis de construire des remonte-pentes de Sainte-Anne (cotes 1690 à 1 830 mètres) et de l'Arpillon (cotes 1830 à 2 340 mètres) est accordé à « La Condamine Sports ». Le préfet des Basses-Alpes accordera l'autorisation d'exploiter ces remonte-pentes le 14 janvier 1958.
Le front de neige est alors basé à 1 690 mètres d'altitude, au chalet-hôtel du Belvédère.
En 1959, l'hôtel "Jeunesse de France" (actuelle Renardière) est construit à 1 800 mètres d'altitude par Jean Spitalier. 
En décembre 1962, le front de neige est définitivement déplacé à 1 830 mètres d'altitude. Pour ce faire, le tronçon de route reliant le Belvédère (ancien front de neige à 1 690 mètres) au départ du remonte-pente de l'Arpillon (1 830 mètres) a été terminé.
De plus Jean Spitalier, alors propriétaire de la station, a décidé de déplacer le remonte-pente de Sainte-Anne (alors rebaptisé "du Belvédère") pour l'installer en parallèle de celui de l'Arpillon. Jean Spitalier a alors revendu le chalet-hôtel du Belvédère.
Jean Spitalier décède en 1963. C'est sa femme Aline, qui devient alors propriétaire de la station de ski.
En 1964 et 1965, le front de neige s'étoffe avec l'installation d'une nouvelle remontée mécanique, dite de cote 2000 et la construction de l'hôtel-restaurant "le Grand Bérard" (actuelle "Pourvoirie").
En 1984, le District des Hautes Vallées de l'Ubaye (Larche, Meyronnes, Saint-Paul-sur-Ubaye et la Condamine-Châtelard) rachète la station et la gère en régie directe"). Celui-ci construira un télésiège et trois téléskis.
En 1985, "la Résinière", le restaurant d'altitude ouvre ses portes.
La gestion et l'exploitation de la station sont confiées à la Société d'Économie Mixte Haute Ubaye en février 1991. Celle-ci est dissoute en 1994. La station est alors prise en charge par la Communauté de Communes de la Vallée de l'Ubaye.
La CCVU installe un réseau d'enneigement artificiel avec 2 canons basse pression. Elle met également en place le fil-neige et le jardin d'enfants.
En 2008, dix chalets traditionnels sont construits le long des pistes, augmentant ainsi le nombre de lits touristiques de la station.

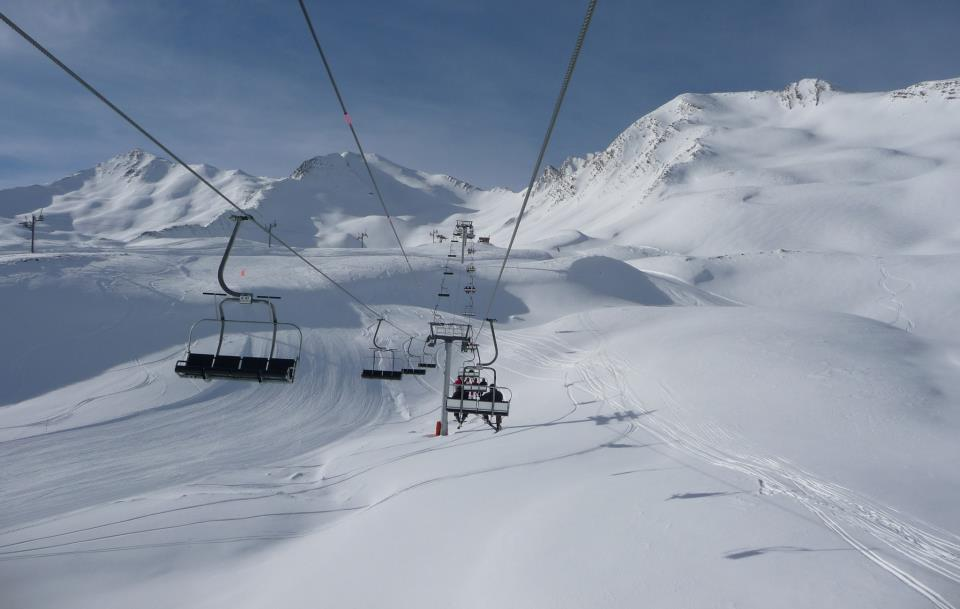
Vue depuis le télésiège des Mastrètes

En 2009, la station est dotée d'un nouveau télésiège 4 places dit "des Mastrètes".
Le 30 janvier 2013, la station obtient le label "Station village des Alpes du Sud".
On peut également noter que depuis un certain nombre d'années il y a une à deux fois par an le rassemblement d'une association créé par les chalets st Anne qui participe à un lâcher de cigales dans la vallée de l'Ubaye. Les Cigales Ubayenne Libre.

## Liste despistesde ski[11]

### LespistesVertes
- Les Cabanes
- Les Vallons
- La Traverse
- Les Essalps
- Les Essais
- Les Minots

### Lespistesbleues
- La Traditionnelle
- Les Lauzières
- Les Bois
- Verdun

### Lespistesrouges
- Les Viroullets
- La Solitude

### Lapistenoire
- Le Parc

## Activités complémentaires

### Snowscoot
Le snowscoot est praticable sur tout le domaine excepté dans la zone débutant du front de neige.

### Raquette à neige
Depuis 1999, il est possible de pratiquer la raquette à neige grâce à 2 circuits balisés de 3 et 6 km (1h15 et 2h environ).

### Sports aériens

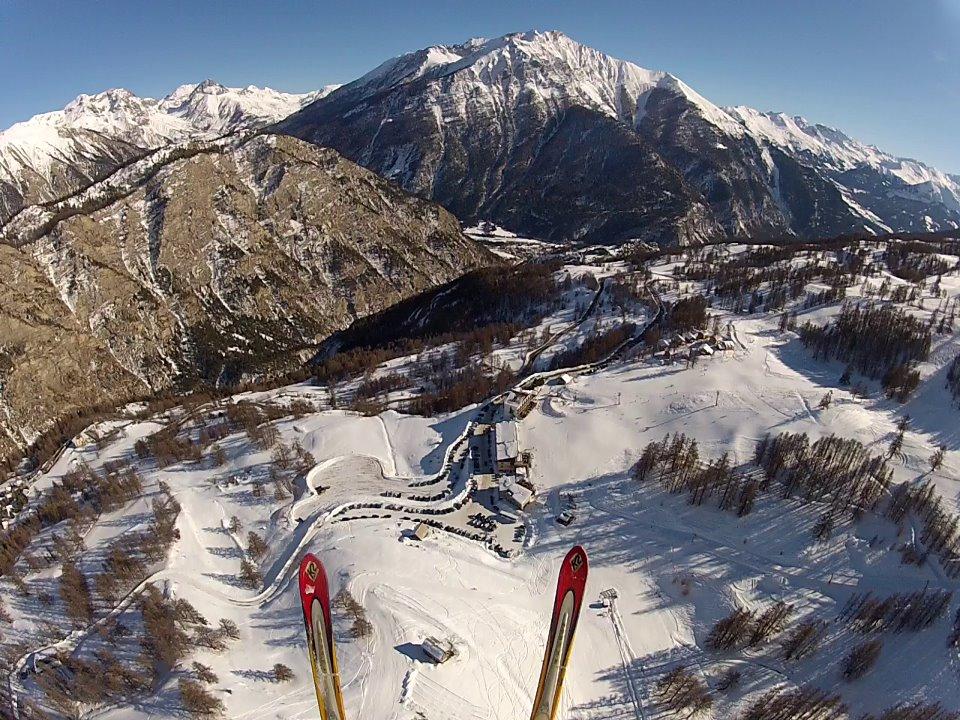
Le front de neige vu depuis les airs.

La station dispose d'un décollage de parapente avec atterrissage à côté du front de neige.
Elle possède également des sites conventionnés pour pratiquer le speed riding.

## Clientèle
La clientèle principale provient des Bouches-du-Rhône et du Var mais l'on rencontre aussi beaucoup d'italiens sur les pistes.
De 1964 à 2013, de nombreux marins venaient y skier. Ils profitaient en effet du Centre de Réoxygénation des Sous-Mariniers basé à la Condamine-Châtelard.

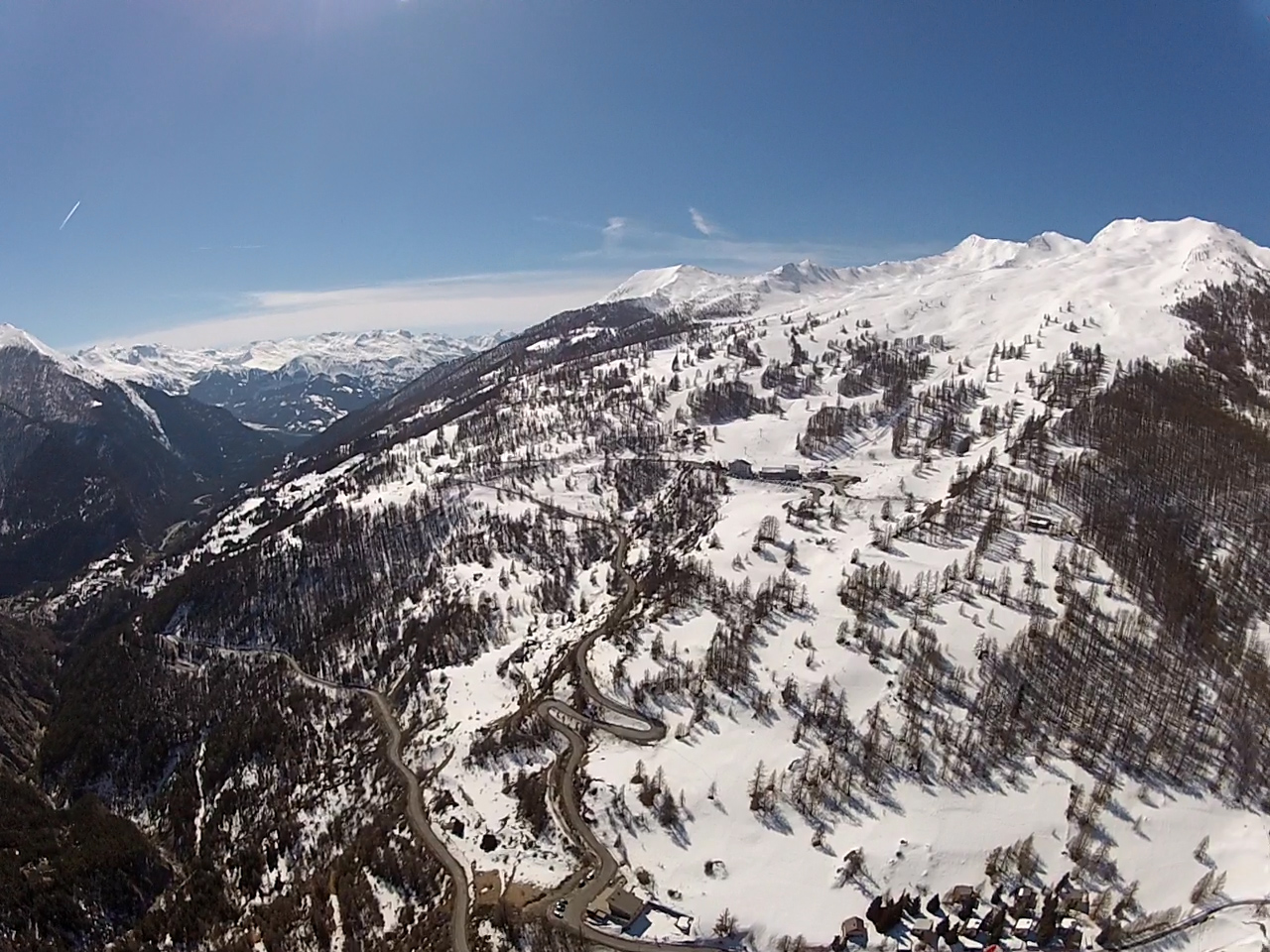
Une autre vue aérienne de la station de Sainte-Anne-la-Condamine